# Untertauern (kraj związkowy Salzburg)
Untertauern – gmina w Austrii, w kraju związkowym Salzburg, w powiecie St. Johann im Pongau. Według danych Austriackiego Urzędu Statystycznego liczyła 474 mieszkańców (1 stycznia 2015).